# Aleuropteryx longiscapes
Aleuropteryx longiscapes är en insektsart som beskrevs av Meinander 1965. Aleuropteryx longiscapes ingår i släktet Aleuropteryx och familjen vaxsländor. Inga underarter finns listade i Catalogue of Life.